# Famille Al-Sanoussi
Cette page explique l’histoire ou répertorie les différents membres de la famille El-Senussi.
La famille Al-Sanoussi ou El-Senussi (en arabe السُّلَالَةُ السِّنُوسِيَّةُ, al-sulalat al-sinusia) est la famille dirigeante de la tariqa (confrérie religieuse) Sanousiyya fondée en 1837 par Sidi Mohammed ben Ali El-Senussi (descendant du théologien chérif Sidi Mohammed ben Yussef El-Senussi du Royaume zianide de Tlemcen en Algérie et originaire des Beni Snous).
La famille Al-Sanoussi est d'origine algérienne chérifienne et occupa le trône de Libye de l'indépendance de la Libye en 1951 jusqu'au renversement, le 1er septembre 1969, du monarque par le coup d'État de Mouammar Kadhafi.  

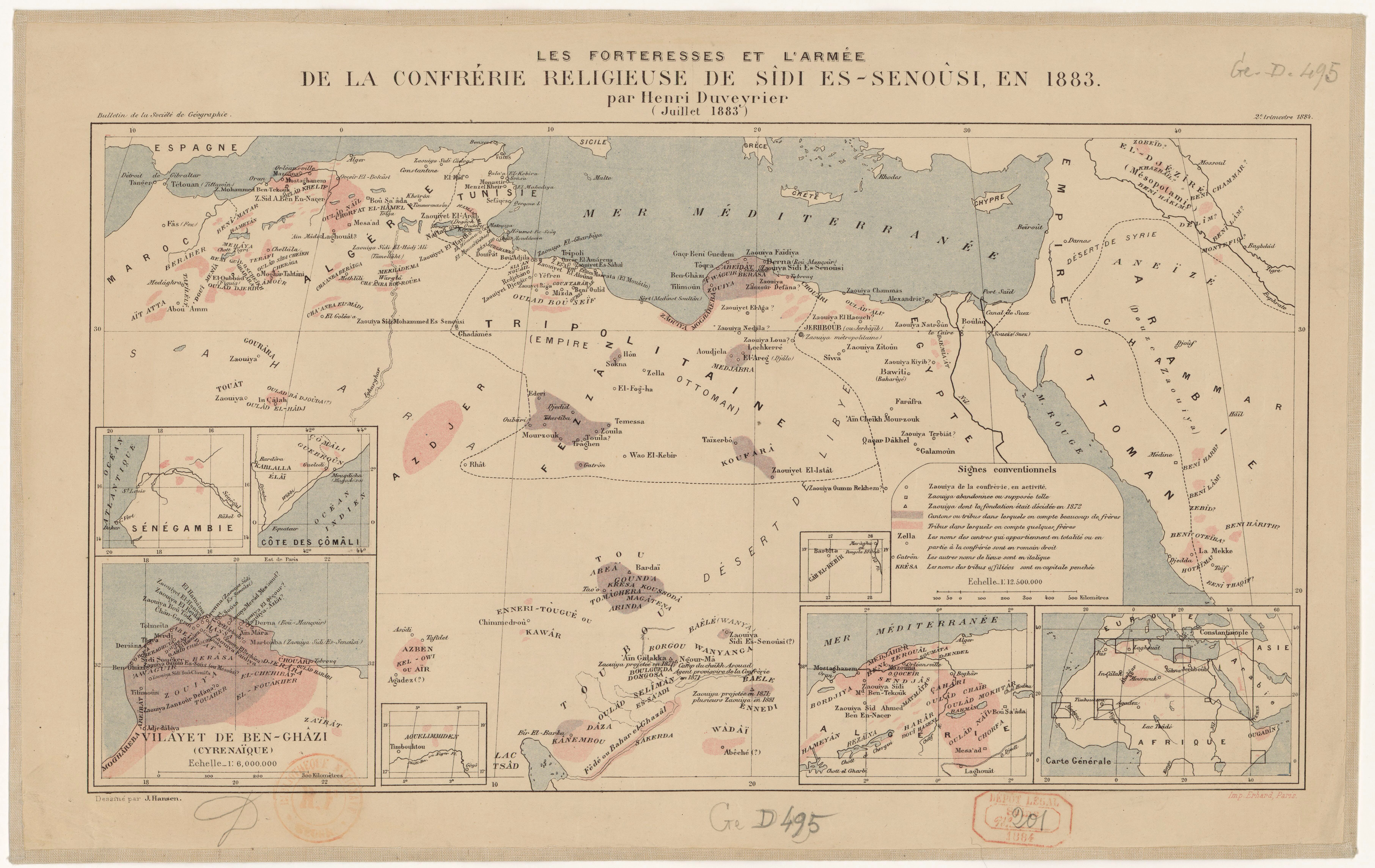
Les forteresses et l'armée de la confrérie religieuse de Sidi-es-Senousi en 1883

La fortune de la famille fut considérable.[réf. nécessaire] Elle fonda une université à Al-Jaghboub et ouvrit près de 150 loges, les zawiyas, en Cyrénaïque, dans le Fezzan, en Tripolitaine mais aussi en Arabie, en Égypte, au Tchad et au Soudan. Ses membres y arbitraient les conflits entre tribus et contrôlaient le trafic sur l'ancienne route des esclaves. Toute puissante à Al-Koufrah, elle combattit les Français au Tchad, puis le colonialisme italien. Le couronnement d'Idris Ier, avec l'aval des Britanniques, fut l'apothéose de son pouvoir.

## Chefs de la famille El-Senussi
| Nom                                            | Période     |
| ---------------------------------------------- | ----------- |
| Sidi Mohammed ben Ali El-Senussi               | 1837 - 1859 |
| Sidi Mohammed al-Mahdi ibn Mohammed El-Senussi | 1859 - 1902 |
| Sidi Ahmad Sharif ben Mohammed El-Senussi      | 1902 - 1916 |
| Sidi Mohammed Idris al-Mahdi El-Senussi        | 1916 - 1951 |

| Nom                                      | Période     | Notes                                                                 |
| ---------------------------------------- | ----------- | --------------------------------------------------------------------- |
| Idris Ier                                | 1951 - 1983 | Roi de Libye (1951-1969), mort en 1983                                |
| Sidi Hassan Reda ben Mohammed El-Senussi | 1983 - 1992 | Prince héritier (1956-1969), prétendant au trône de Libye (1983-1992) |
| Sidi Mohammed ben al-Hassan El-Senussi   | Depuis 1992 | Prétendant au trône de Libye                                          |

## Origine
Les « as-Sânûssî » ou « Snoussi » sont une famille d'ascendance sulaymanide originaire de la tribu des Béni-Snous en Algérie, aux alentours de Tlemcen.
Le membre le plus connu de la famille était le théologien du royaume de Tlemcen, Mohammed ibn Youssef al-Sanoussi, au XVe siècle.
En Tripolitaine, l'accroissement est dû à la fondation de l'ordre religieux des Sanousiyya par Muhammad El-Sanoussi né à Al-Wasita. Celui-ci quitta l'Algérie en 1830 à cause de la conquête de l'Algérie par la France pour s'installer en Arabie et s'affilier à la secte des Idrîssîyyā-Ahmâdiyyā.,. La rigidité de ses principes le força à quitter La Mecque. Il vint alors se fixer en Tripolitaine dans le djebel Akhdar, puis dans l'oasis de Faredgha, entre 1843 et 1855. Sa prédication et son renom de sainteté attirèrent de nombreux disciples. Son fils et successeur Si El Mahdi est alors le chef d'un état théocratique qui comprend la Cyrénaïque, la Tripolitaine et le Fezzan, le Sahara Oriental (pays des Tibbous) et le Sahara Central (pays des Touaregs azdjer et Ahaggar, oasis de Tidikelt), et jusqu'au bassin du lac Tchad, soit au total 8 millions de sujets,,.
Le centre de la puissance des Al-Sanussi était dans le district de Cyrénaïque et les oasis de Tripolitaine et du Fezzan. Le chef du mouvement Muhammad Idrîs Al-Sanoussi réside près de la frontière égyptienne, à al-Jaghbûb, à l'ouest de l'oasis berbère de Siwa. Les tribus de la Tripolitaine fournissent le plus grand nombre de partisans et immédiatement après elles viennent les tribus résidant dans les oasis du sud du Fezzan, la partie méridionale de la Tunisie, presque toute l'Algérie et toute la partie orientale du Maroc.

## Généalogie
|                                                                           |                                                                           |                                                                           |                                                                           |                                                                           |                                                                           |                                            |  |                                    |                                    |                                    |                                    |                                    |                                    |  |  | Mohammed ben Ali El-Senussi                      |                                                  |                                                  |                                                  |                                                  |                                                  |                         |                         |                                  |                                  |                                  |                                  |                                  |                                  |  |  |                                     |                                     |                                     |                                     |                                     |                                     |  |  |  |  |  |  |  |  |  |  |
|                                                                           |                                                                           |                                                                           |                                                                           |                                                                           |                                                                           |                                            |  |                                    |                                    |                                    |                                    |                                    |                                    |  |  |                                                  |                                                  |                                                  |                                                  |                                                  |                                                  |                         |                         |                                  |                                  |                                  |                                  |                                  |                                  |  |  |                                     |                                     |                                     |                                     |                                     |                                     |  |  |  |  |  |  |  |  |  |  |
|                                                                           |                                                                           |                                                                           |                                                                           |                                                                           |                                                                           |                                            |  |                                    |                                    |                                    |                                    |                                    |                                    |  |  |                                                  |                                                  |                                                  |                                                  |                                                  |                                                  |                         |                         |                                  |                                  |                                  |                                  |                                  |                                  |  |  |                                     |                                     |                                     |                                     |                                     |                                     |  |  |  |  |  |  |  |  |  |  |
|                                                                           |                                                                           |                                                                           |                                                                           |                                                                           |                                                                           |                                            |  |                                    |                                    |                                    |                                    |                                    |                                    |  |  |                                                  |                                                  |                                                  |                                                  |                                                  |                                                  |                         |                         |                                  |                                  | Adil El-Senussi                  |                                  |                                  |                                  |  |  |                                     |                                     |                                     |                                     |                                     |                                     |  |  |  |  |  |  |  |  |  |  |
|                                                                           |                                                                           |                                                                           |                                                                           | Mohammed El-Mahdi bin Mohammed El-Senussi                                 |                                                                           |                                            |  |                                    |                                    |                                    |                                    |                                    |                                    |  |  |                                                  |                                                  |                                                  |                                                  |                                                  |                                                  |                         |                         |                                  |                                  |                                  |                                  |                                  |                                  |  |  |                                     |                                     |                                     |                                     |                                     |                                     |  |  |  |  |  |  |  |  |  |  |
|                                                                           |                                                                           |                                                                           |                                                                           |                                                                           |                                                                           |                                            |  |                                    |                                    |                                    |                                    |                                    |                                    |  |  |                                                  |                                                  |                                                  |                                                  |                                                  |                                                  |                         |                         |                                  |                                  |                                  |                                  |                                  |                                  |  |  |                                     |                                     |                                     |                                     |                                     |                                     |  |  |  |  |  |  |  |  |  |  |
|                                                                           |                                                                           |                                                                           |                                                                           |                                                                           |                                                                           |                                            |  |                                    |                                    |                                    |                                    |                                    |                                    |  |  |                                                  |                                                  |                                                  |                                                  | Ahmed Sharif El-Senussi                          | Ahmed Sharif El-Senussi                          | Ahmed Sharif El-Senussi | Ahmed Sharif El-Senussi | Ahmed Sharif El-Senussi          | Ahmed Sharif El-Senussi          |                                  |                                  |                                  |                                  |  |  | Mohammed El-Abid El-Senussi         | Mohammed El-Abid El-Senussi         | Mohammed El-Abid El-Senussi         | Mohammed El-Abid El-Senussi         | Mohammed El-Abid El-Senussi         | Mohammed El-Abid El-Senussi         |  |  |  |  |  |  |  |  |  |  |
|                                                                           |                                                                           |                                                                           |                                                                           |                                                                           |                                                                           |                                            |  |                                    |                                    |                                    |                                    |                                    |                                    |  |  |                                                  |                                                  |                                                  |                                                  | Ahmed Sharif El-Senussi                          | Ahmed Sharif El-Senussi                          | Ahmed Sharif El-Senussi | Ahmed Sharif El-Senussi | Ahmed Sharif El-Senussi          | Ahmed Sharif El-Senussi          |                                  |                                  |                                  |                                  |  |  | Mohammed El-Abid El-Senussi         | Mohammed El-Abid El-Senussi         | Mohammed El-Abid El-Senussi         | Mohammed El-Abid El-Senussi         | Mohammed El-Abid El-Senussi         | Mohammed El-Abid El-Senussi         |  |  |  |  |  |  |  |  |  |  |
|                                                                           |                                                                           |                                                                           |                                                                           |                                                                           |                                                                           |                                            |  |                                    |                                    |                                    |                                    |                                    |                                    |  |  |                                                  |                                                  |                                                  |                                                  |                                                  |                                                  |                         |                         |                                  |                                  |                                  |                                  |                                  |                                  |  |  |                                     |                                     |                                     |                                     |                                     |                                     |  |  |  |  |  |  |  |  |  |  |
| Mohammed Reda El-Senussi régent (1951-1956)                               | Mohammed Reda El-Senussi régent (1951-1956)                               | Mohammed Reda El-Senussi régent (1951-1956)                               | Mohammed Reda El-Senussi régent (1951-1956)                               | Mohammed Reda El-Senussi régent (1951-1956)                               | Mohammed Reda El-Senussi régent (1951-1956)                               |                                            |  | Idris Ier roi de Libye (1951-1969) | Idris Ier roi de Libye (1951-1969) | Idris Ier roi de Libye (1951-1969) | Idris Ier roi de Libye (1951-1969) | Idris Ier roi de Libye (1951-1969) | Idris Ier roi de Libye (1951-1969) |  |  | Fatima el-Sharif reine de Libye (1951-1969-2009) | Fatima el-Sharif reine de Libye (1951-1969-2009) | Fatima el-Sharif reine de Libye (1951-1969-2009) | Fatima el-Sharif reine de Libye (1951-1969-2009) | Fatima el-Sharif reine de Libye (1951-1969-2009) | Fatima el-Sharif reine de Libye (1951-1969-2009) |                         |                         | Zubayr ben Ahmed El-Senussi      | Zubayr ben Ahmed El-Senussi      | Zubayr ben Ahmed El-Senussi      | Zubayr ben Ahmed El-Senussi      | Zubayr ben Ahmed El-Senussi      | Zubayr ben Ahmed El-Senussi      |  |  | Abdallah ben Mohammed El-Senussi    | Abdallah ben Mohammed El-Senussi    | Abdallah ben Mohammed El-Senussi    | Abdallah ben Mohammed El-Senussi    | Abdallah ben Mohammed El-Senussi    | Abdallah ben Mohammed El-Senussi    |  |  |  |  |  |  |  |  |  |  |
| Mohammed Reda El-Senussi régent (1951-1956)                               | Mohammed Reda El-Senussi régent (1951-1956)                               | Mohammed Reda El-Senussi régent (1951-1956)                               | Mohammed Reda El-Senussi régent (1951-1956)                               | Mohammed Reda El-Senussi régent (1951-1956)                               | Mohammed Reda El-Senussi régent (1951-1956)                               |                                            |  | Idris Ier roi de Libye (1951-1969) | Idris Ier roi de Libye (1951-1969) | Idris Ier roi de Libye (1951-1969) | Idris Ier roi de Libye (1951-1969) | Idris Ier roi de Libye (1951-1969) | Idris Ier roi de Libye (1951-1969) |  |  | Fatima el-Sharif reine de Libye (1951-1969-2009) | Fatima el-Sharif reine de Libye (1951-1969-2009) | Fatima el-Sharif reine de Libye (1951-1969-2009) | Fatima el-Sharif reine de Libye (1951-1969-2009) | Fatima el-Sharif reine de Libye (1951-1969-2009) | Fatima el-Sharif reine de Libye (1951-1969-2009) |                         |                         | Zubayr ben Ahmed El-Senussi      | Zubayr ben Ahmed El-Senussi      | Zubayr ben Ahmed El-Senussi      | Zubayr ben Ahmed El-Senussi      | Zubayr ben Ahmed El-Senussi      | Zubayr ben Ahmed El-Senussi      |  |  | Abdallah ben Mohammed El-Senussi    | Abdallah ben Mohammed El-Senussi    | Abdallah ben Mohammed El-Senussi    | Abdallah ben Mohammed El-Senussi    | Abdallah ben Mohammed El-Senussi    | Abdallah ben Mohammed El-Senussi    |  |  |  |  |  |  |  |  |  |  |
|                                                                           |                                                                           |                                                                           |                                                                           |                                                                           |                                                                           |                                            |  |                                    |                                    |                                    |                                    |                                    |                                    |  |  |                                                  |                                                  |                                                  |                                                  |                                                  |                                                  |                         |                         |                                  |                                  |                                  |                                  |                                  |                                  |  |  |                                     |                                     |                                     |                                     |                                     |                                     |  |  |  |  |  |  |  |  |  |  |
| Hassan Reda El-Senussi prince héritier (1956-1969) prétendant (1969-1992) | Hassan Reda El-Senussi prince héritier (1956-1969) prétendant (1969-1992) | Hassan Reda El-Senussi prince héritier (1956-1969) prétendant (1969-1992) | Hassan Reda El-Senussi prince héritier (1956-1969) prétendant (1969-1992) | Hassan Reda El-Senussi prince héritier (1956-1969) prétendant (1969-1992) | Hassan Reda El-Senussi prince héritier (1956-1969) prétendant (1969-1992) |                                            |  |                                    |                                    |                                    |                                    |                                    |                                    |  |  |                                                  |                                                  |                                                  |                                                  |                                                  |                                                  |                         |                         | Ahmed El-Senussi (membre du CNT) | Ahmed El-Senussi (membre du CNT) | Ahmed El-Senussi (membre du CNT) | Ahmed El-Senussi (membre du CNT) | Ahmed El-Senussi (membre du CNT) | Ahmed El-Senussi (membre du CNT) |  |  | Idris El-Senussi (prétendant rival) | Idris El-Senussi (prétendant rival) | Idris El-Senussi (prétendant rival) | Idris El-Senussi (prétendant rival) | Idris El-Senussi (prétendant rival) | Idris El-Senussi (prétendant rival) |  |  |  |  |  |  |  |  |  |  |
| Hassan Reda El-Senussi prince héritier (1956-1969) prétendant (1969-1992) | Hassan Reda El-Senussi prince héritier (1956-1969) prétendant (1969-1992) | Hassan Reda El-Senussi prince héritier (1956-1969) prétendant (1969-1992) | Hassan Reda El-Senussi prince héritier (1956-1969) prétendant (1969-1992) | Hassan Reda El-Senussi prince héritier (1956-1969) prétendant (1969-1992) | Hassan Reda El-Senussi prince héritier (1956-1969) prétendant (1969-1992) | Mohammed El-Senussi prétendant depuis 1992 |  |                                    |                                    |                                    |                                    |                                    |                                    |  |  |                                                  |                                                  |                                                  |                                                  |                                                  |                                                  |                         |                         | Ahmed El-Senussi (membre du CNT) | Ahmed El-Senussi (membre du CNT) | Ahmed El-Senussi (membre du CNT) | Ahmed El-Senussi (membre du CNT) | Ahmed El-Senussi (membre du CNT) | Ahmed El-Senussi (membre du CNT) |  |  | Idris El-Senussi (prétendant rival) | Idris El-Senussi (prétendant rival) | Idris El-Senussi (prétendant rival) | Idris El-Senussi (prétendant rival) | Idris El-Senussi (prétendant rival) | Idris El-Senussi (prétendant rival) |  |  |  |  |  |  |  |  |  |  |